# Pseudophilautus karunarathnai
Pseudophilautus karunarathnai es una especie de anfibio anuro de la familia Rhacophoridae.

## Distribución geográfica
Esta especie es endémica de Sri Lanka. Habita en el Pico desierto Santuario entre los 750 y 1400 m sobre el nivel del mar en el Macizo Central.

## Descripción
Los machos miden 16 mm y las hembras 19 mm.

## Etimología
Esta especie lleva el nombre en honor a Y. G. P. Karunarathna.

## Publicación original
- Wickramasinghe, Vidanapathirana, Rajeev, Ariyarathne, Chanaka, Priyantha, Bandara & Wickramasinghe, 2013: Eight new species of Pseudophilautus (Amphibia: Anura: Rhacophoridae) from Sripada World Heritage Site (Peak Wilderness), a local amphibian hotspot in Sri Lanka. J Threatened Taxa, vol. 5, n.º 4, p. 3789-3920[3]